# Australasian Championships 1926
Gli Australasian Championships 1926 (conosciuto oggi come Australian Open) sono stati la 19ª edizione degli Australasian Championships e prima prova stagionale dello Slam per il 1926. Si è disputato dal 23 gennaio al 2 febbraio 1926 sui campi in erba del Memorial Drive Park di Adelaide in Australia.
Il singolare maschile è stato vinto dall'australiano John Hawkes, che si è imposto sul connazionale James Willard in tre set. Il singolare femminile è stato vinto dall'australiana Daphne Akhurst Cozens, che ha battuto la connazionale Esna Boyd Robertson in due set. Nel doppio maschile si è imposta la coppia formata da John Hawkes e Gerald Patterson, mentre nel doppio femminile hanno trionfato Meryl O'Hara Wood e Esna Boyd Robertson. Il doppio misto è stato vinto da Esna Boyd e Jack Hawkes.

## Risultati

### Singolare maschile
John Hawkes ha battuto in finale  James Willard con il punteggio di 6–1, 6–3, 6–1

### Singolare femminile
Daphne Akhurst Cozens ha battuto in finale  Esna Boyd Robertson con il punteggio di 6–1, 6–3

### Doppio maschile
John Hawkes /  Gerald Patterson hanno battuto in finale  James Anderson /  Pat O'Hara Wood con il punteggio di 6–1, 6–4, 6–2

### Doppio femminile
Meryl O'Hara Wood /  Esna Boyd Robertson hanno battuto in finale  Daphne Akhurst Cozens /  Marjorie Cox Crawford con il punteggio di 6–3, 6–8, 8–6

### Doppio misto
Esna Boyd /  Jack Hawkes hanno battuto in finale  Daphne Akhurst Cozens /  Jim Willard con il punteggio di 6–2, 6–4